# Autoritatea Națională Sanitară Veterinară și pentru Siguranța Alimentelor
Autoritatea Națională Sanitară Veterinară și pentru Siguranța Alimentelor (ANSVSA) este o instituție publică din România, aflată în subordinea Guvernului.
În anul 2010, bugetul ANSVSA a fost de circa 780 milioane lei.
Institute aflate în subordinea ANSVSA:
- Institutul de Diagnostic și Sănătate Animală (IDSA)
- Institutul de Igienă și Sănătate Publică Veterinară (IISPV)
- Institutul pentru Controlul Produselor Biologice și Medicamentelor de Uz Veterinar (ICBMV)

## Președinții ANSVSA
- Liviu Harbuz
- Razvan Taru
- Marian Zlotea
- Mihai Țurcanu: 23 mai 2012 - 14 iunie 2013 [2][3]
- Vladimir Mănăstireanu: 14 iunie 2013 - 28 noiembrie 2014.[4][5]
- Radu Roatis
- Geronimo Răducu Brănescu
- Robert Viorel Chioveanu - 26 noiembrie 2019 - 22 noiembrie 2021
- Alexandru Nicolae Bociu - 22 noiembrie 2021 - prezent